# Diggel
Diggel – mała miejscowość (lieu-dit) w zachodnim Luksemburgu, w kantonie Redange, w gminie Beckerich. Do 3 października 2015 miejscowość leżała w dystrykcie Diekirch. Do 25 lipca 1846 miejscowość leżała w gminie Oberpallen.  